# Ca l'Eufil
Ca L’Auferil és una obra modernista de Sant Antoni de Vilamajor (Vallès Oriental) inclosa a l'Inventari del Patrimoni Arquitectònic de Catalunya.

## Descripció
El cos central té la façana adavançada, als laterals, els murs, doncs, guanyen profunditat. A un d'ells s'aixeca una torre que sobresurt de la resta de l'edifici, està coronada amb merlets. Al pis superior del cos principal hi ha una galeria. Les finestres són ogivals i parabòliques.

## Història
Va ser feta durant el bienni 1911-1912 per a la família Auferil de Mataró. Va ser habitada fins a la postguerra. Llavors fou comprada per una altra família de Mataró. Posteriorment fou propietat de Rafel Bertran, que viu al mateix Sant Antoni de Vilamajor, i que estava intentant restaurar-la i condicionar-la de nou.